# Золотницький (станція)
Золотни́цький — проміжна залізнична станція Сумської дирекції Південної залізниці на одноколійній неелектрифікованої лінії Баси — Пушкарне між станціями Баси (11,3 км) та Корчаківка (8,5 км). Розташована в селі Стінка Сумського району Сумської області.

## Пасажирське сполучення
На станції Золотницький зупиняються приміські поїзди сполученням Суми — Краснопілля.